# Historia clínica (serie de televisión)
Historia clínica es un ciclo de trece unitarios ficcionales de Telefe que retratan las historias sobre las distintas enfermedades que padecieron 13 grandes personalidades de la historia Argentina e internacional. El mismo resultó ganador del concurso propuesto por el Ministerio de Planificación y el CIN.
Con la producción de Underground Contenidos y Grupo Crónica, basado en el libro homónimo del Dr. Daniel López Rosetti, Historia Clínica, con dirección integral de Pablo Faro y con un elenco rotativo de primeras figuras.

## Premisa
Es un programa con base en la historia y la medicina que cuenta la supervisión histórica del historiador argentino Felipe Pigna y el Dr. Daniel López Rosetti, autor del libro homónimo en el que se basa la ficción. La idea central del unitario es exponer a través del formato docu-ficción las patologías, no necesariamente las causas de las muertes, de personajes notables de la historia argentina e internacional. Durante el desarrollo de la serie se realizan los correspondientes diagnósticos, se habla de la influencia que tuvieron esas enfermedades en la vida pública y personal de los “pacientes”, y la influencia que ejercieron en ellos la política y sus entornos familiares. Además se analizan las autopsias y se actualiza el tratamiento posible con los recursos tecnológicos del presente.
El elenco rotativo de primeras figuras que forman parte del unitario está conformado por los siguientes actores: Eleonora Wexler, Jorge Suárez, Osmar Núñez, Pablo Rago, Sofía Gala Castiglione, Martín Campilongo, Cecilia Dopazo, Oscar Ferrigno, Luis Machín, Pablo Pieretti, Elías Viñoles, Silvina Bosco, Carlos Portaluppi, Moro Anghileri, Fernando Dente, Gerardo Romano, Marcelo Mazzarello, Esteban Meloni, Virginia Innocenti, Mariano Argento, Mariano Torre, Gastón Pauls, Guillermo Pfening, Adrián Navarro, Valeria Lorca, Carlos Belloso, Federico D'Elia, Lorenzo Quinteros, Tomás Fonzi, Claudia Lapacó, Julieta Díaz, Coraje Ábalos, Michel Gurfi, Guillermo Fernández, Gerardo Chendo, Mike Amigorena, María Canale, Nicolás Condito, Michel Noher, Ana Pauls, Florencia Raggi, Carola Reyna y Julia Calvo.

## Emisión
Historia clínica comenzó a emitirse el 22 de septiembre de 2012 por Canal 9 Televida de Mendoza, canal perteneciente al Grupo Telefe, los sábados a las 21:45 horas. (UTC-3).
La transmisión del unitario en Telefe inició el 26 de enero de 2013, en el horario de las 23:30 y finalizó el 23 de marzo de 2013.
América retransmite el unitario los días martes desde el 14 de enero de 2014 en el horario de las 23:45.

## Episodios
| # | Título original                                                        | Elenco | Sup. histórica | Sup. médica          | Fuente |
| --- | ---------------------------------------------------------------------- | --- | -------------- | -------------------- | ------ |
| 1 | «Eva Duarte de Perón: Actriz de reparto de su propio drama»            | Eleonora Wexler, Jorge Suárez y Osmar Núñez Con Victoria Carreras, Néstor Zacco, Néstor Sánchez, María Canale, Martín Neglia, Carlos Cano, Alejandra Maidana y Martina Culell.                                                                                     | Felipe Pigna   | Daniel López Rosetti | [ 12 ] |
| La primera paciente del unitario es Eva Perón, personificada por Eleonora Wexler.                       |                                                                        | |                |                      |        |
| 2 | «Juan Domingo Perón: Emoción y corazón»                                | Gerardo Romano, Esteban Meloni y la participación especial de Carola Reyna Con Mariano Argento, Victoria Carreras, Jorge Tixeira, Carlos Cano, Enrique Barris y Lucrecia Carrera.                                                                                  | Felipe Pigna   | Daniel López Rosetti | [ 13 ] |
| El segundo paciente del unitario es Juan Domingo Perón, personificado por Gerardo Romano.               |                                                                        | |                |                      |        |
| 3 | «Ernesto "Che" Guevara: Tantas veces me mataron, tantas veces me morí» | Pablo Rago y Sofía Gala Castiglione Con Alberto Ajaka, Victoria Carreras, Natalia Cociuffo, Miguel Mas, Joaquín Flamini, Carlos Cano, Jesús Alfredo David, Daniel García, Julio Pallero, Damián Albariño y Raudel Morales Ríos.                                    | Felipe Pigna   | Daniel López Rosetti | [ 14 ] |
| El tercer paciente del unitario es el Che Guevara, personificado por Pablo Rago.                        |                                                                        | |                |                      |        |
| 4 | «Discepolín: Donde el sufrimiento se hace carne»                       | Marcelo Mazzarello, Virginia Innocenti y Mariano Torre Con Martín Campilongo, Victoria Carreras, Darío Calvi, Carlos Cano y Martín Gross. | Felipe Pigna   | Daniel López Rosetti | [ 15 ] |
| El cuarto paciente del unitario es Enrique Santos Discépolo, personificado por Marcelo Mazzarello.      |                                                                        | |                |                      |        |
| 5 | «Tita Merello: Cuando yo me vaya»                                      | Claudia Lapacó, Julieta Díaz, Lorenzo Quinteros, Tomás Fonzi y Mike Amigorena Con Victoria Carreras, María Lila Medina, Carlos Cano, Damián Albariño y Gabriela Pastor.                                                                                            | Felipe Pigna   | Daniel López Rosetti | [ 16 ] |
| La quinta paciente del unitario es Tita Merello, personificada por Claudia Lapacó y Julieta Díaz.       |                                                                        | |                |                      |        |
| 6 | «Horacio Quiroga: "La muerte lo eligió a él, él eligió cuando"»        | Adrián Navarro, Pompeyo Audivert (dramaturgo) y Federico D'Elía Con Victoria Carreras, Verónica Pelaccini, Carlos Cano, María Sol García, María Lourdes Battistini, Guillermo Gómez, Daniela Korovsky, Fiorela Duranda                                             | Felipe Pigna   | Daniel López Rosetti | [ 17 ] |
| El sexto paciente del unitario es Horacio Quiroga, personificado por Adrián Navarro.                    |                                                                        | |                |                      |        |
| 7 | «Domingo Faustino Sarmiento: "Padre del aula"»                         | Carlos Belloso y Valentina Bassi Con Manuel Vicente, Victoria Carreras, Julieta Gentile, Diego Germán Flores, Carlos Cano, Nicolás Condito, Eduardo Narvay y Jorge García Marino.                                                                                  | Felipe Pigna   | Daniel López Rosetti | [ 18 ] |
| El séptimo paciente del unitario es Domingo Faustino Sarmiento, personificado por Carlos Belloso.       |                                                                        | |                |                      |        |
| 8 | «Juan José Castelli: "El silencio del orador"»                         | Luis Machín, Elías Viñoles, Silvina Bosco y Antonio Ugo Con Victoria Carreras, Ana Pauls, Michel Gurfi, Pablo Díaz, Carlos Cano, Luis Gianneo, Javier Niklison, Pablo Pieretti y Mario Veron.                                                                      | Felipe Pigna   | Daniel López Rosetti | [ 19 ] |
| El octavo paciente del unitario es Juan José Castelli, personificado por Luis Machín.                   |                                                                        | |                |                      |        |
| 9 | «Alfonsina Storni: "Dispuesta a todo"»                                 | Cecilia Dopazo y Adrián Navarro Con Julia Calvo, Victoria Carreras, Oscar Ferrigno, Fernando Dente, Michel Noher, Marian Carral y Carlos Cano. | Felipe Pigna   | Daniel López Rosetti | [ 20 ] |
| La novena paciente del unitario es Alfonsina Storni, personificada por Cecilia Dopazo.                  |                                                                        | |                |                      |        |
| 10 | «Aníbal Troilo "Pichuco": "El bandoneón mayor"»                        | Carlos Portaluppi, Guillermo Fernández y Diana Lamas Con Luis Longhi, Manuel Vicente, Victoria Carreras, Gerardo Chendo, Mario Veron, Carlos Cano, Elena Beatriz Gutiérrez, Nina Francisca, Gabriel Galíndez, Ivana Woscoboinik, Luciano Bone y Silvano Escalante. | Felipe Pigna   | Daniel López Rosetti | [ 21 ] |
| El décimo paciente del unitario es Aníbal Troilo, personificado por Carlos Portaluppi.                  |                                                                        | |                |                      |        |
| 11 | «Carlos Jáuregui: "El mismo amor, los mismos derechos"»                | Gastón Pauls, Guillermo Pfening y Michel Noher Con Victoria Carreras, Tomás de las Heras, Valeria Lorca, Camila Sosa Villada, Monina Bonelli, Carlos Cano, Sofía Wilhelmi, Juan Pablo Mirabelli, Exequiel Nacevich y Andrés Fraire.                                | Felipe Pigna   | Daniel López Rosetti | [ 22 ] |
| El decimoprimer paciente del unitario es Carlos Jáuregui, personificado por Gastón Pauls.               |                                                                        | |                |                      |        |
| 12 | «Manuel Belgrano: "Ay, patria mia"»                                    | Esteban Meloni, Guillermo Pfening, María Canale y Moro Anghileri Con Victoria Carreras, Joaquín Berthold, Andrés Daniel Sosa y Carlos Cano. | Felipe Pigna   | Daniel López Rosetti | [ 23 ] |
| El décimo segundo paciente del unitario es Manuel Belgrano, personificado por Esteban Meloni.           |                                                                        | |                |                      |        |
| 13 | «José de San Martín: "La cordillera no fue su único obstáculo"»        | Mike Amigorena, Florencia Raggi y Coraje Ábalos Con Juan Pablo Geretto, Oscar Ferrigno, Victoria Carreras, Diego Echegoyen, Carlos Cano, Pablo Rodríguez Albi, Bárbara Strauss, Carolina Carreras y María Sol Ventieri.                                            | Felipe Pigna   | Daniel López Rosetti | [ 24 ] |
| El decimotercer y último paciente del unitario es José de San Martín, personificado por Mike Amigorena. |                                                                        | |                |                      |        |

## Premios y nominaciones
| Año  | Premiación                    | Categoría     | Receptor      | Resultado |
| ---- | ----------------------------- | ------------- | ------------- | --------- |
| 2013 | Premios Martín Fierro Federal | Mejor ficción | Mejor ficción | Ganador   |
| 2013 | Premios Fund TV               | Educación     | Educación     | Nominado  |

## Ficha técnica
- Guion: Jorge Maestro, Federico Mordkowicz, Javier Van Der Couter.
- Música: Elvio Gómez.
- Dirección de arte: Cecilia Vázquez.
- Dirección de fotografía: Sergio Dotta.
- Maquillaje y peinado: Andy Sanzo.
- Vestuario: Andra Duarte.
- Coordinador de postproducción: Julián de Luca.
- Coordinadora de producción: Andrea Ganassa.
- Sonido directo: Hernan Converti y Victoria Franzan.
- Edición: Diego de San Martín, Juan Sturgeon y Elizabeth Blausztein.
- Productores asociados: Alejandro Corniola.
- Producción ejecutiva: Pablo Flores y Leandro Culell.
- Productor general: Pablo Culell.
- Dirección: Pablo Faro.
- Dirección general: Sebastián Ortega.
- Supervisión histórica: Felipe Pigna.
- Supervisión médica: Dr. Daniel López Rosetti.